# Аварія!
«Аварія!» (англ. Crash!) — американський фільм жахів 1977 року.

## Сюжет
Марк Денне, колекціонер антикваріату, звинувачує свою дружину Кім в автокатастрофі, після якої він залишився інвалідом. Кім незабаром і сама потрапляє в аварію, опинившись в лікарні з безліччю ран і втратою пам'яті. Лікар вирішує з'ясувати особу своєї пацієнтки, навівши довідки про затиснуту у неї в руці підозрілу статуетку. У той же самий час по околицях починає роз'їжджати загадковий чорний «Шевроле» без водія, що влаштовує на дорогах повний безлад.

## У ролях
- Хосе Феррер — Марк Денне
- Сью Лайон — Кім Денне
- Джон Еріксон — доктор Грегг Мартін
- Леслі Перріш — Кеті Логан
- Джон Керрадайн — доктор Велсі Едвардс
- Джером Гуардіно — лейтенант Пеглер
- Річард Бенд
- Гері Бакслі
- Рон Картер
- Баррі Чейз
- Рік Демінг — хлопчик
- Пол Дубов — доктор Крос
- Джон Хейс — людина за кермом автомобіля
- Дуайт Крізман
- Реджі Нолдер — людина на товкучці
- Маргарет О'Герон — ниюча дружина
- Девн Орр — дівчин
- Ленні Шабес
- Спід Стернс — водій автомобіля
- Джон Тілтон